# ラクトフェリン

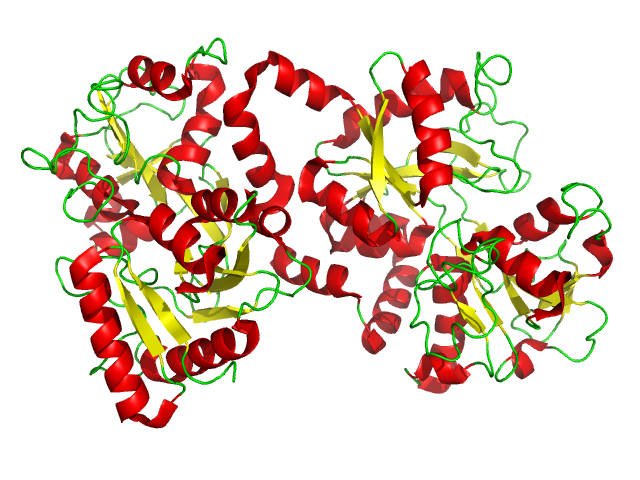
組み換え型ヒトラクトフェリンの図

ラクトフェリン（別名：ラクトトランスフェリン）は、母乳・涙・汗・唾液などの外分泌液中に含まれる鉄結合性の糖タンパク質である。1939年に牛乳中に含まれる「赤色タンパク質 （レッド・プロテイン）」として初めて報告された。その後、1960年にヒトとウシの乳より精製され、アミノ酸配列が決定された。ウシの場合689アミノ酸、ヒトの場合692アミノ酸から成っており、Nローブ・Cローブと呼ばれる球状のドメインが一本のポリペプチドで連結された構造を持つ。各ローブは1個の鉄イオンと強力に結合する。ラクトフェリンの粉末が赤色を帯びているのは、結合している鉄のためである。この2つのローブから成るラクトフェリンの立体構造は、血漿中の鉄輸送タンパク質であるトランスフェリンや、卵白の鉄結合タンパク質であるオボトランスフェリン（コンアルブミン）と共通であるが、ラクトフェリンの鉄イオンに対する親和性はこれらのタンパク質より100倍以上高い。つまり、ラクトフェリンは、生体内で鉄輸送タンパク質というよりも、鉄を捕捉し周囲の環境から取り除くことで、その機能を発揮する場合が多い。

## 効果

### 細菌に対する効果
ラクトフェリンは、強力な抗菌活性を持つことが知られている。グラム陽性・グラム陰性に関係なく多くの細菌は、生育に鉄が必要である。トランスフェリンと同様、ラクトフェリンは鉄を奪い去ることで、細菌の増殖を抑制する。ラクトフェリンの鉄飽和度が高まるに従って抗菌活性は低下する。この鉄依存性のメカニズムとは別に、ラクトフェリンはグラム陰性菌の細胞膜の主要な構成成分であるリポポリサッカライド(LPS)と結合することで、細胞膜構造を脆弱化し、抗菌活性を示す 。また、ラクトフェリンは緑膿菌によるバイオフィルムの形成を阻害する。ラクトフェリンをペプシンで分解した部分ペプチドであるラクトフェリシンは、細菌の細胞壁に傷害を与えることで、ラクトフェリンよりも10倍以上強力な抗菌活性を示す。
母乳の中でも、とりわけ出産後数日間に分泌される初乳にはラクトフェリンが多く含まれている。授乳により免疫グロブリンやラクトペルオキシダーゼなどと共に、母体からラクトフェリンが新生児に取り込まれる。ラクトフェリンはこれらの因子と共同で、免疫系が未熟な新生児を外敵から防御していると考えられる。乳酸菌やビフィズス菌などの腸内細菌は、生育の鉄要求性が低く、ラクトフェリンは抗菌活性を示さないあるいは、むしろ増殖を促進する。幼児にラクトフェリンを投与すると、糞便中のビフィズス菌の検出頻度が上昇することから、ラクトフェリンは腸内フローラの改善に有効であると考えられる。

### ウイルスに対する効果
ラクトフェリンはC型肝炎ウイルス(HCV)のエンベロープに結合することで、標的細胞への浸入を阻害する。ウシラクトフェリンをC型肝炎の患者に経口投与すると、血中のHCV濃度が低下することが報告されている。ラクトフェリンはHCVの他、B型肝炎ウイルス(HBV)・ヒト免疫不全ウイルス(HIV)・単純ヘルペスウイルス(HSV)・ヒトサイトメガロウイルス(CMV)・ヒトT細胞白血病ウイルス(HTLV)の複製を阻害することが明らかになっている。また、ラクトフェリンは消化管細胞の表面に結合することで、ノロウイルスやロタウイルスの細胞への感染を防ぎ、発症した場合でも症状を緩和する報告がある。

### 原虫に対する効果
トリパノソーマの生育に対して、ラクトフェリンおよびラクトフェリシンは抑制的に働く。

### 免疫系に対する効果
ラクトフェリンは、白血球の一種である好中球の分泌顆粒にも含まれ、炎症反応や細菌の感染に反応して血液中に放出される。また、経口投与されたラクトフェリンが、腸間膜リンパ節およびパイエル板で免疫細胞に作用する可能性が指摘されている。ナチュラルキラー細胞(NK細胞)の細胞障害作用や，マクロファージの貪食作用はラクトフェリンにより活性化される。また、ラクトフェリンはB細胞やT細胞の増殖を促進する作用もある。これらの免疫系の細胞に対するラクトフェリンの機能は、抗菌活性と同様に生体防御に寄与していると考えられる。ラクトフェリンは細菌由来の炎症物質であるLPSと強力に結合することにより、LPSのマクロファージへの結合を阻害し、炎症性サイトカインであるTNF-αやIL-6の産生を抑制する抗炎症作用を持つ。

### 脂質代謝改善効果
脂肪前駆細胞から成熟脂肪細胞への分化の過程で、ラクトフェリンを培養液に添加すると脂肪滴陽性細胞の数が減少する。マウスにラクトフェリンを経口投与すると、血液中の中性脂肪と遊離脂肪酸が減少し、肝臓中の中性脂肪とコレステロールが減少する。臨床試験の結果、ラクトフェリンの投与により体重の減少と腹部内臓脂肪の減少が確認されている。

### 創傷治癒促進効果
ラクトフェリンは真皮を構成する線維芽細胞や表皮を構成する角化細胞（ケラチノサイト）の細胞遊走を促進する。さらにラクトフェリンは線維芽細胞によるコラーゲンやヒアルロン酸の産生を促進する。皮膚疾患モデルマウスへのラクトフェリンの局所投与により、創傷の治癒が促進され褥瘡が予防されると報告されている。

## 作用

### 抗酸化作用
過酸化水素からヒドロキシラジカルが生産される反応は鉄により触媒される。ラクトフェリンは生体内で過剰になった遊離の鉄イオンを取り除くことで、ヒドロキシラジカルの産生を抑制すると考えられる。ラクトフェリンを経口あるいは腹腔内に投与したマウスにX線を全身照射すると、ラクトフェリンを投与しないマウスと比較して生存率が上昇するが、これはラクトフェリンが鉄補足によりラジカルの産生を抑制したためと考えられている。

### 抗がん作用
化学物質投与によるラットの大腸発がんモデル・肺発がんモデルやマウスの大腸癌転移モデルにおいて、ウシラクトフェリンの経口投与は、発がんや腫瘍の転移を抑制する効果が報告されている。ラクトフェリンは腫瘍細胞にアポトーシスを誘導するほか、血管新生を阻害し栄養と酸素を遮断することで腫瘍組織の拡大を防ぐ。

## 骨誘導活性
ラクトフェリンは、骨芽細胞の増殖や分化を促進するとともに、破骨細胞による骨吸収を抑制することで骨形成を促進する。骨粗鬆症のモデルラットにラクトフェリンを経口投与すると骨密度が上昇する。これが骨芽細胞や破骨細胞に対するラクトフェリンの直接的な作用によるものかは不明である。

## 歯周病治療
ラクトフェリンは唾液に含まれており、口腔内の病原微生物や歯周病菌に対して抗菌活性を示す。ウシラクトフェリンの摂取により、歯周ポケット内の歯周病菌数が減少し、歯周病の症状が改善される。さらに、ラクトフェリンは歯周病菌から分泌されるLPSを中和し、TNF-αの産生を抑制することで、歯周組織の炎症や歯周組織の破壊を防ぐ。

## ラクトフェリン受容体
小腸上皮細胞の刷子縁膜において、レクチンの一種であるインテレクチン1（別名HL-1）がラクトフェリン受容体として機能していることが明らかになっている。ラクトフェリンは刷子縁側からインテレクチンを介して上皮細胞に取り込まれ、細胞応答を引き起こす。以前はラクトフェリンが小腸における鉄イオンの取り込みを担っていると考えられていたが、この仮説は現在では否定され、DMT-1(Divalent metal transporter 1) がこの役割を担っているとされている。
リポタンパク質の細胞内への取り込みを担っているLDL受容体関連タンパク質-1(LRP-1/CD91/α2マクログロブリン受容体)のリガンドの一つがラクトフェリンであることが明らかになっている。骨芽細胞や線維芽細胞において、ラクトフェリンによりLRP-1依存的に細胞内情報伝達経路が活性化される。また、CHO細胞においてヌクレオリンが、マクロファージにおいてグリセルアルデヒド3リン酸脱水素酵素(GAPDH)が細胞表面におけるラクトフェリン結合タンパク質として報告されている。興味深いことに、GAPDHを除いてトラスフェリンはこれらの受容体とは相互作用しない。
ナイセリア科の細菌およびモラクセラ科の細菌の一部は、ラクトフェリンが抗菌活性を発揮しない。これらの細菌では、ラクトフェリン受容体が細胞表面に発現しており、生育に必要な鉄を取り込むためにむしろラクトフェリンを利用しているが、これは真核細胞のラクトフェリン受容体とは全く構造の異なるタンパク質である。

## 安全性
乳・チーズなどの食品に含まれるタンパク質であり、ラットおよびヒトにウシラクトフェリンを繰り返し経口投与した安全性試験においても、ラクトフェリンの重い副作用は報告されていない。ラクトフェリンは牛乳中の主要アレルゲンではないが、牛乳アレルギーを持つ子供の血清において、ウシラクトフェリンに対する抗体が低濃度ではあるが認められるので注意が必要である。FDA（アメリカ食品医薬品局）は、ラクトフェリンを「一般的に安全と認められる物質(generally recommended as safe)」として、ウシの枝肉表面の微生物汚染を防ぐためのスプレー製剤および機能性食品としての使用を認めている。

## 利用
脱脂乳やチーズホエーからラクトフェリンを工業的に精製する技術はすでに確立しており、粉ミルク、脱脂粉乳、ヨーグルト、ペットフードに添加されるほか、サプリメントとして市販されている。米国では、コウジカビで生産された組み換えヒトラクトフェリンの臨床試験が、肺がんや潰瘍の治療の目的で進行中である。